# Мачітаурі
Мачітаурі (груз. მაჩიტაური) — село в Грузії.
За даними перепису населення 2014 року в селі проживає 52 особи.